# Chalarothyrsus amplexicaulis
Chalarothyrsus es un género monotípico de plantas con flores perteneciente a la familia Acanthaceae. El género tiene una especie de hierbas, Chalarothyrsus amplexicaulis que es natural de México.

## Taxonomía
El género fue descrito por el botánico, pteridólogo y micólogo alemán, Gustav Lindau y publicado en  Bulletin de l'Herbier Boissier, sér. 2, 4: 327, en el año 1904.